# Havsstrandskrypare
Havsstrandskrypare (Strigamia maritima) är en mångfotingart som först beskrevs av Leach 1817.  Havsstrandskrypare ingår i släktet Strigamia och familjen spoljordkrypare.
Artens utbredningsområde är:
- Belgien.
- Danmark.
- Frankrike.
- Tyskland.
- Irland.
- Nederländerna.
- Norge.
- Polen.
- Sverige.

Arten är reproducerande i Sverige. Inga underarter finns listade i Catalogue of Life.